# Epic Pinball
Epic Pinball è un simulatore di flipper realizzato da James Schmalz e pubblicato dalla Epic MegaGames nel 1993 per PC.
Il gioco è programmato interamente in assembly. È stata distribuita anche una versione shareware contenente il solo flipper Android (diventato Super Android nella versione completa). Originariamente il gioco era distribuito su 3 floppy disk contenenti ciascuno 4 flipper. Nella versione CD-ROM è presente un ulteriore flipper: African Safari.

## Contenuto versione floppy disk

### Disco 1
- Android
- Pot of Gold (realizzato da Terry Cumming)
- Excalibur
- Crash and Burn

### Disco 2
- Magic
- Jungle Pinball (un tributo al videogioco Jill of the Jungle)
- Deep Sea
- Enigma

### Disco 3
- Cyborgirl (realizzato da Joe Hitchens)
- Pangaea
- Space Journey
- Toy Factory